# Campeonato Panamericano de Béisbol Sub-10 de 2003
El Campeonato Panamericano de Béisbol Sub-10 de 2003 con categoría Infantil A, se disputó en Cartagena de Indias, Colombia el 11 al 20 de julio de 2003. El oro se lo llevó Colombia por primera vez.

## Equipos participantes
- Aruba
- Brasil
- Colombia
- Ecuador
- Guatemala
- Honduras
- México
- Panamá
- Venezuela

## Resultados
| Posición | Selección |
| -------- | --------- |
|          | Colombia  |
|          | Venezuela |
|          | Panamá    |
| 4°       | México    |
| 5°       | Brasil    |
| 6°       | Ecuador   |
| 7°       | Aruba     |
| 8°       | Guatemala |
| 9°       | Honduras  |